# Rambler Ambassador
Rambler Ambassador – samochód osobowy klasy wyższej produkowany przez amerykański koncern American Motors w latach 1957–1966. Model Ambassador, chociaż sprzedawany w salonach Ramblera, pozycjonowany był przez koncern w tym okresie jako osobna marka.

## Pierwsza generacja

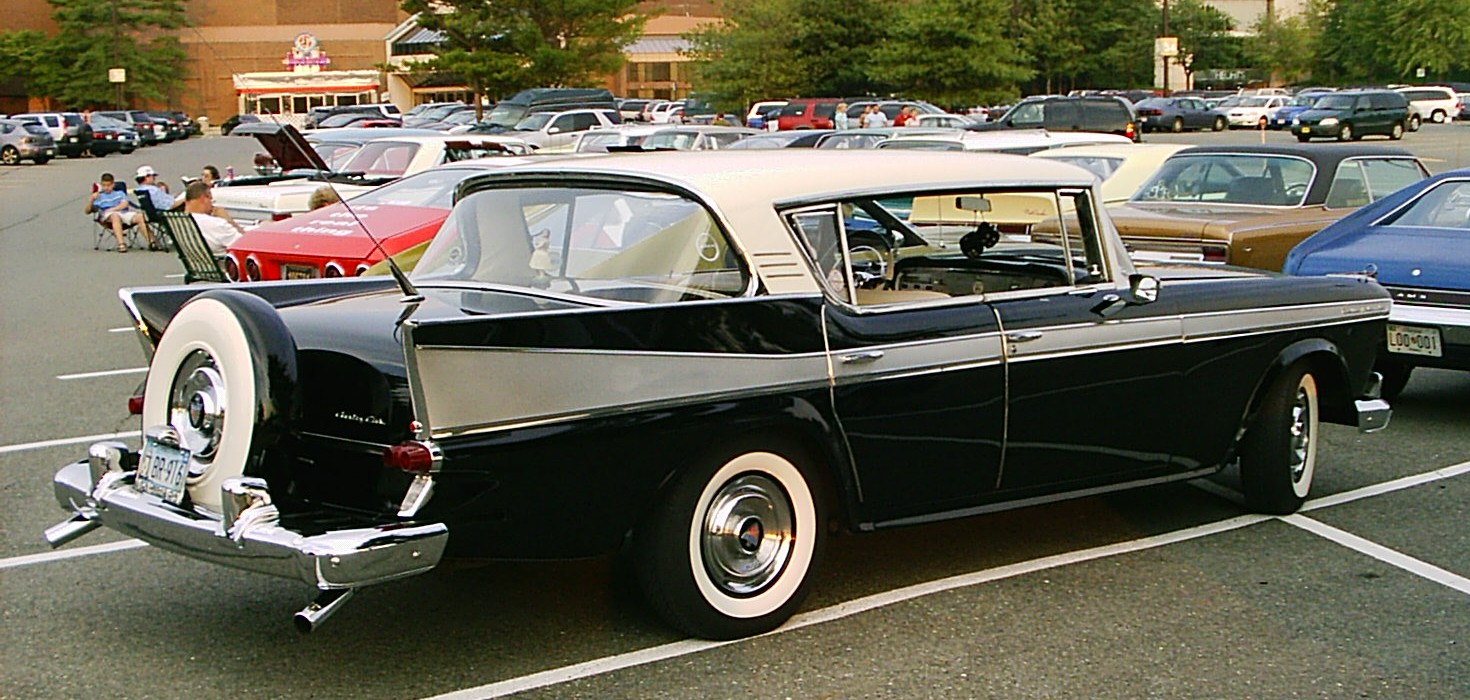
1958 Rambler Ambassador – tył

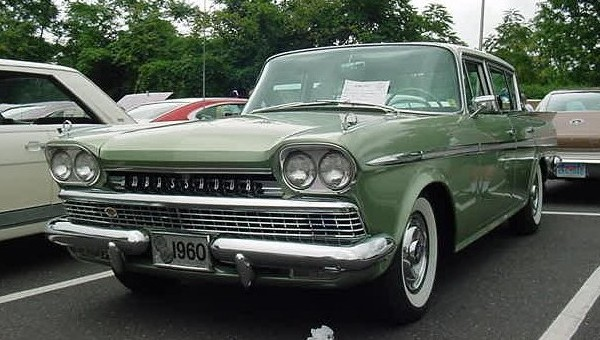
1960 Rambler Ambassador po liftingu

Rambler Ambassador I został zaprezentowany po raz pierwszy w październiku 1957 roku, na 1958 rok modelowy.
Po wycofaniu przez koncern AMC z rynku marki Nash, obecna od 1927 roku linia modelowa Nash Ambassador zasiliła ofertę nowo powstałej marki Rambler. Ponieważ jednak Rambler był marką popularnego taniego modelu, aż do 1965 roku Ambassador, będący modelem średniej klasy, był przez koncern traktowany w istocie jako odrębna marka, jedynie sprzedawana w salonach American Motors/Rambler.
Pierwsza generacja tego modelu utrzymana została w tym samym nurcie co kompaktowy model Rambler Six/V8 po ostatniej restylizacji. Przejęto z niego całą konstrukcję nadwozia i kabiny pasażerskiej, wydłużając jedynie maskę i rozstaw osi o 23 cm, do 297 cm (117 cali).  W efekcie, nadwozie zyskało dużą chromowaną atrapę chłodnicy, wysoko osadzone reflektory, a także dwukolorowe malowanie nadwozia. Ambassador wyróżniał się też strzelistymi płetwami z tyłu i obudową koła zapasowego na zderzaku.
Napęd stanowił tylko silnik ośmiocylindrowy V8 o pojemności 327 cali sześciennych (5,4 l) i mocy brutto 270 KM, z trzybiegową mechaniczną skrzynią biegów, a za dopłatą dostępny był nadbieg lub skrzynia automatyczna Flash-O-Matic. W 1960 roku wprowadzono także słabszy silnik o mocy 250 KM z dwugardzielowym gaźnikiem. Produkowano odmiany nadwoziowe: sedan, hardtop (o nazwie Country Club), kombi (o nazwie Cross Country) i hardtop kombi – wszystkie czterodrzwiowe, sześciomiejscowe. Samochody miały dwie wersje wykończenia: Super (tylko sedan i kombi) i bogatszą Custom.
W pierwszym 1958 roku modelowym wyprodukowano ich około 6794 (dane nie są pewne); ceny bazowe wynosiły od 2587 dolarów za sedan Ambassador Super do 3116 dolarów za kombi Ambassador Custom Hardtop Cross Country. W 1959 roku powstało już 23 769 samochodów Ambassador. W 1960 roku powstało 23 798, a w 1961 roku 18 842.

### Silnik
- V8 5.4l

## Druga generacja

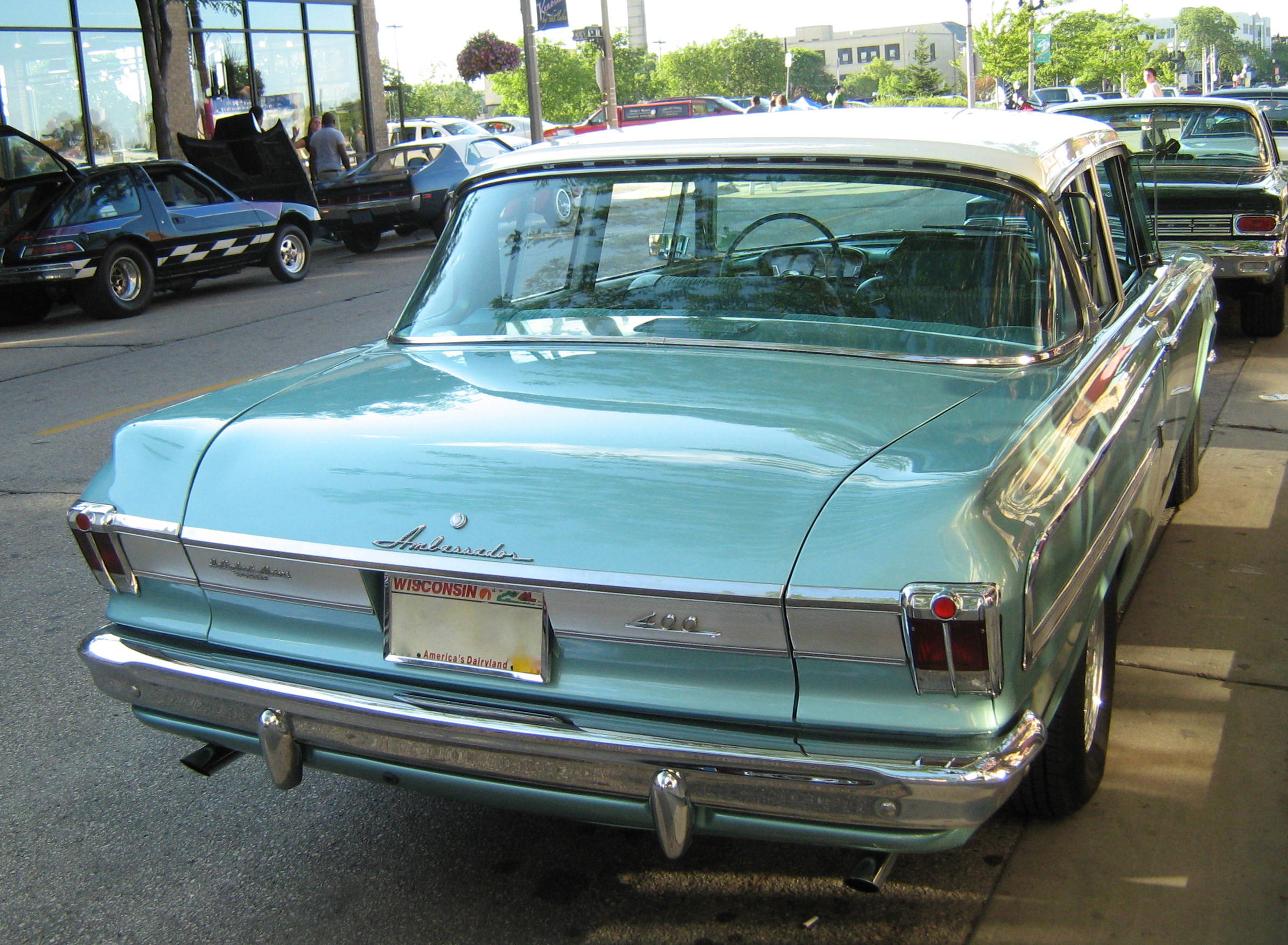
Rambler Ambassador II – tył

Rambler Ambassador II został zaprezentowany po raz pierwszy w 1961 roku, na 1962 rok modelowy.
Druga generacja Ramblera Ambassadora przeszła głęboki zakres modyfikacji w stosunku do poprzednika. Podobnie jak inne modele linii Ramblera z początku lat 60. XX wieku, nadwozie zyskało bardziej zwarte proporcje, pozbawione ostrych linii i licznych, chromowanych akcentów. W związku z tendencją na rynku amerykańskim do zmniejszania rozmiarów samochodów, nowy Ambassador został oparty na mniejszym modelu Rambler Classic o rozstawie osi 108 cali (274 cm), jedynie lepiej wyposażonym i oferującym silnik V8.
Tym razem Rambler Ambassador wyróżniał się podwójnymi, okrągłymi reflektorami umieszczonymi w jednej linii z dużą, chromowaną atrapą chłodnicy. Tylną część nadwozia zdobiły za to niewielkie, składające się z dwóch prostokątnych pasów lampy.
Odświeżony, a przy tym nieco tańszy Ambassador okazał się popularniejszy i w 1962 roku modelowym wyprodukowano 36 171 sztuk. Ceny bazowe wynosiły od 2282 dolarów za dwudrzwiowy sedan DeLuxe do 3023 dolarów za kombi Ambassador 400 z trzema rzędami siedzeń.

### Silnik
- V8 5.4l

## Trzecia generacja

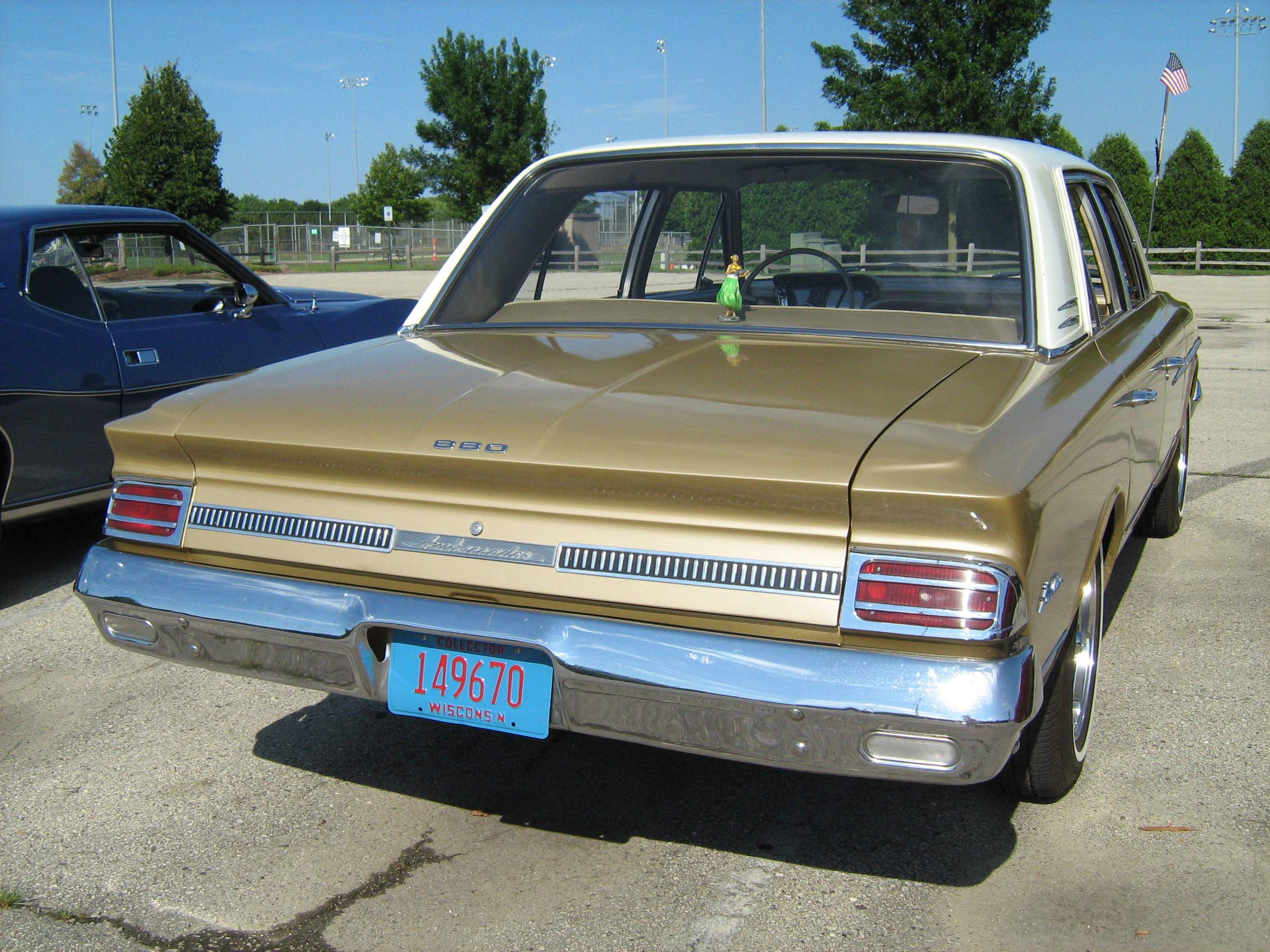
Rambler Ambassador III – tył

Rambler Ambassador III został zaprezentowany po raz pierwszy w 1967 roku.
Trzecia generacja Ramblera Ambassador rozwinęła kierunek stylistyczny z poprzednika, podobnie jak pokrewny model Rambler Classic zyskując łagodnie ukształtowane proporcje nadwozia z charakterystycznym wcięciem w atrapie chłodnicy.
Ponadto, samochód zdobiła chromowana poprzeczka biegnąca od pasa przedniego do drzwi kierowcy i pasażera, a także opcjonalne dwukolorowe malowanie nadwozia.

### Silnik
- V8 5.4l

## Czwarta generacja

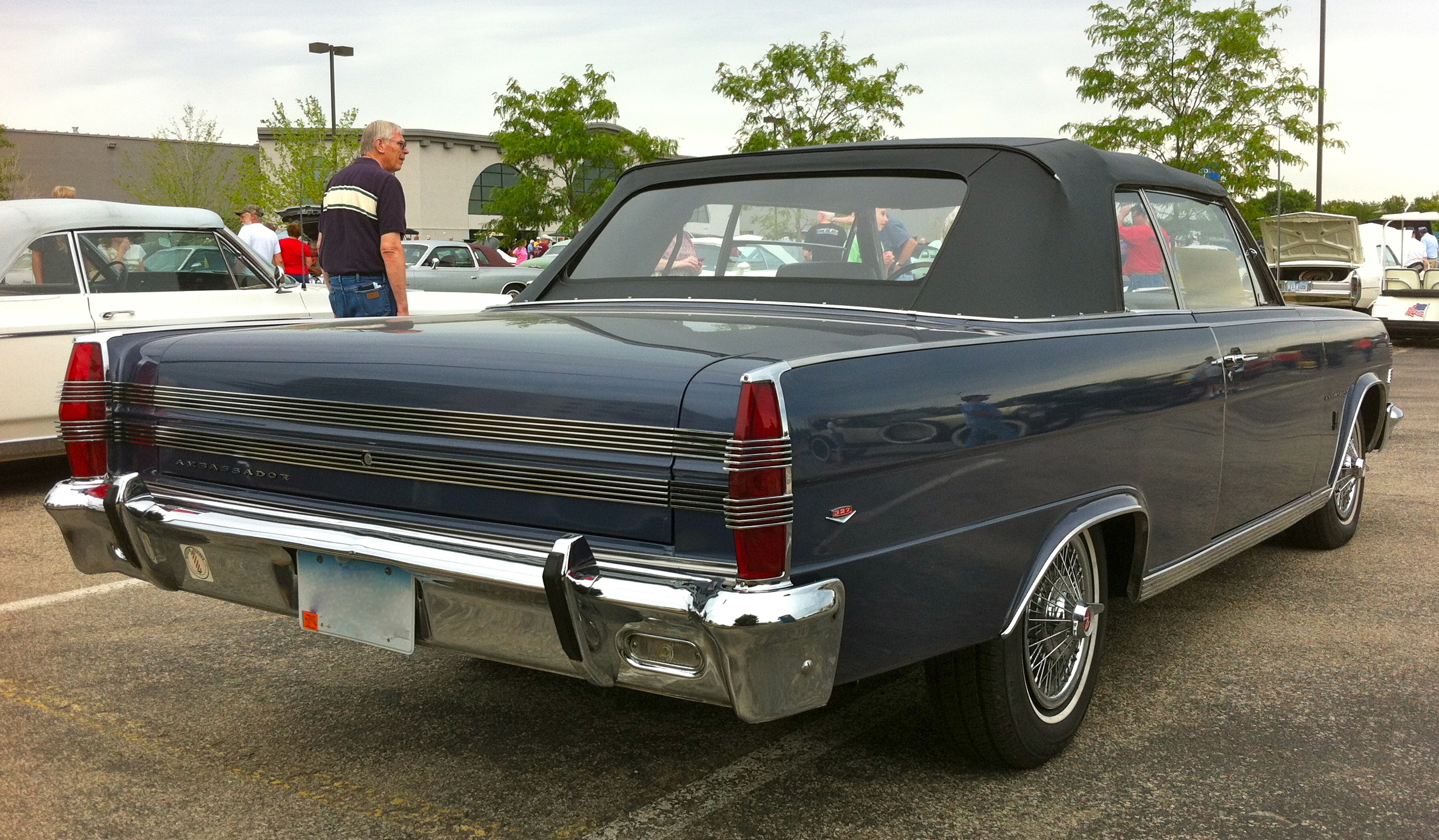
Rambler Ambassador IV – tył

Rambler Ambassador IV został zaprezentowany po raz pierwszy w 1964 roku.
Czwarta i zarazem ostatnia generacja Ambassadora pod marką Rambler przyniosła kolejne obszerne modyfikacje wizualne. Z przodu pojawiły się pionowo umieszczone, podwójne reflektory, a także wąska i podłużna prostokątna atrapa chłodnicy.

### Zmiana nazwy
W 1966 roku koncern AMC zdecydował się ponownie zmienić markę, pod którą model Ambassador był oferowany. Poczynając od tego roku, pojazd był już sprzedawany jako AMC Ambassador.

### Silnik
- L6 3.8l
- V8 4.7l
- V8 5.4l